# John Kavanagh
John Kavanagh (geb. vor 1970) ist ein irischer Schauspieler und Komiker. Bekannt ist er unter anderem für seine Darstellerrollen in Mel Gibsons Braveheart als Craig und in Oliver Stones Alexander als Parmenion. Von 2013 bis 2020 verkörperte er die Rolle des Sehers in der kanadisch-irischen Fernsehserie Vikings.

## Leben
Über John Kavanagh ist wenig bekannt, obwohl er im Laufe seiner Karriere in mehr als 20 Filmen mitgewirkt hat. Er gilt als einer der meist verkannten irischen Charakterdarsteller. Seine Karriere begann 1970 mit einer kleinen Rolle in der irischen Komödie Paddy und noch im gleichen Jahr bekam er eine Rolle in dem Weltkriegsdrama Ausbruch der 28.
Er ist der Vater von Rachel Kavanagh, die ebenfalls Schauspielerin ist.

## Filmografie (Auswahl)

### Filme
- 1970: Paddy
- 1970: Ausbruch der 28 (The McKenzie Break)
- 1982: The Ballroom of Romance
- 1984: Cal
- 1995: Braveheart
- 1997: Butcher Boy – Der Schlächterbursche (The Butcher Boy)
- 1998: Tanz in die Freiheit (Dancing at Lughnasa)
- 1998: This Is My Father
- 1999: The Joyriders
- 2004: Alexander
- 2006: The Black Dahlia
- 2006: The Tiger’s Tail
- 2007: Closing The Ring
- 2013: The Invisible Woman
- 2013: In Secret – Geheime Leidenschaft (In Secret)
- 2016: Florence Foster Jenkins
- 2017: Notorious
- 2019: Supervized
- 2021: The Last Duel
- 2023: Baltimore

### Fernsehserien
- 1984: Caught in a Free State
- 1995: Sharpe’s Sword
- 2007–2008: Die Tudors (The Tudors)
- 2008: George Gently – Der Unbestechliche (Inspector George Gently)
- 2013–2020: Vikings
- 2022: Vikings: Valhalla